# 胆振支庁
胆振支庁（いぶりしちょう）は、かつて北海道に存在した支庁のひとつ。支庁名は胆振國に由来する。人口密度は高知・島根・秋田・岩手の四県より高く、北海道内では石狩支庁に次いで二番目。支庁所在地は室蘭市。2010年（平成22年）4月1日、胆振総合振興局に改組。

## 歴史
- 1897年（明治30年） - 室蘭支庁を設置。
- 1899年（明治32年） - 虻田郡倶知安村（現・倶知安町、京極町）が岩内支庁（現在の後志支庁）へ移管される。
- 1906年（明治39年） - 勇払郡占冠村が上川支庁へ移管される。
- 1910年（明治43年） - 虻田郡真狩村（現・留寿都村、真狩村、喜茂別町）、狩太村（現・ニセコ町）が後志支庁へ移管される。
- 1922年（大正11年）8月17日 - 胆振支庁に改称。
- 1948年（昭和23年）10月20日 - 地方自治法の施行に基づき支庁は都道府県が条例で任意に設置する総合出先機関となり、北海道支庁設置条例（昭和23年9月27日条例第44号）が施行される（条例で有珠郡、虻田郡豊浦町及び洞爺湖町、白老郡、勇払郡（占冠村を除く）を所轄区域、支庁の位置を室蘭市と定める）[1]。
- 2006年（平成18年）3月1日 - 大滝村を伊達市に編入。
- 2006年（平成18年）3月27日
  - 虻田町・洞爺村が新設合併し、洞爺湖町が発足。
  - 早来町と追分町が新設合併し、安平町が発足。
  - 鵡川町と穂別町が新設合併し、むかわ町が発足。
- 2009年（平成21年）3月 - 14支庁を9総合振興局・5振興局へ再編する北海道総合振興局設置条例では、日胆総合振興局（にったんそうごうしんこうきょく）の名称で、日高支庁より改組される日高振興局を下部組織として設置する予定であったが、「格下げ」に対する反発が生じたことから条例を改正。名称を支庁と同じ胆振総合振興局とし、日高振興局については総合振興局と同等の地位（地方自治法上の支庁）とされた。
- 2010年（平成22年）4月1日 - 胆振支庁が廃止され、胆振総合振興局が発足。
- 2018年（平成30年）9月6日 - 北海道胆振東部地震が発生。厚真町鹿沼で最大震度7を観測。

## 地理

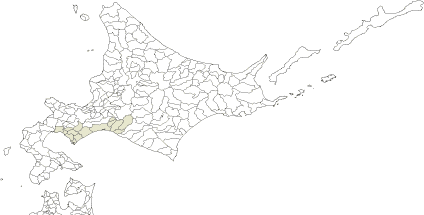
道内における胆振支庁の位置

### 都市雇用圏（10% 通勤圏）の変遷
以下は、室蘭市及び苫小牧市を中心市とする都市雇用圏（10% 通勤圏、中心都市の DID 人口が1万人以上）の変遷である。一般的な都市圏の定義については都市圏を参照のこと。
- 10% 通勤圏に入っていない自治体は、各統計年の欄で灰色かつ「-」で示す。

| 自治体 ('80) | 1980年                   | 1990年                   | 1995年                   | 2000年                   | 2005年                   | 2010年                   | 自治体 （現在） |
| ------------ | ------------------------ | ------------------------ | ------------------------ | ------------------------ | ------------------------ | ------------------------ | --------------- |
| 大滝村       | -                        | -                        | -                        | -                        | -                        | 室蘭 都市圏 20万0231人   | 伊達市          |
| 伊達市       | 室蘭 都市圏 24万1371人   | 室蘭 都市圏 20万7685人   | 室蘭 都市圏 20万1013人   | 室蘭 都市圏 20万1293人   | 室蘭 都市圏 20万4163人   | 室蘭 都市圏 20万0231人   | 伊達市          |
| 登別市       | 室蘭 都市圏 24万1371人   | 室蘭 都市圏 20万7685人   | 室蘭 都市圏 20万1013人   | 室蘭 都市圏 20万1293人   | 室蘭 都市圏 20万4163人   | 室蘭 都市圏 20万0231人   | 登別市          |
| 室蘭市       | 室蘭 都市圏 24万1371人   | 室蘭 都市圏 20万7685人   | 室蘭 都市圏 20万1013人   | 室蘭 都市圏 20万1293人   | 室蘭 都市圏 20万4163人   | 室蘭 都市圏 20万0231人   | 室蘭市          |
| 豊浦町       | -                        | -                        | -                        | 室蘭 都市圏 20万1293人   | 室蘭 都市圏 20万4163人   | 室蘭 都市圏 20万0231人   | 豊浦町          |
| 壮瞥町       | -                        | -                        | -                        | -                        | 室蘭 都市圏 20万4163人   | 室蘭 都市圏 20万0231人   | 壮瞥町          |
| 虻田町       | -                        | -                        | -                        | -                        | 室蘭 都市圏 20万4163人   | 室蘭 都市圏 20万0231人   | 洞爺湖町        |
| 洞爺村       | -                        | -                        | -                        | -                        | -                        | 室蘭 都市圏 20万0231人   | 洞爺湖町        |
| 白老町       | 白老 都市圏 2万4165人    | -                        | 苫小牧 都市圏 19万6728人 | 苫小牧 都市圏 19万9144人 | 苫小牧 都市圏 19万8731人 | 苫小牧 都市圏 19万2696人 | 白老町          |
| 苫小牧市     | 苫小牧 都市圏 15万8191人 | 苫小牧 都市圏 16万5052人 | 苫小牧 都市圏 19万6728人 | 苫小牧 都市圏 19万9144人 | 苫小牧 都市圏 19万8731人 | 苫小牧 都市圏 19万2696人 | 苫小牧市        |
| 早来町       | 苫小牧 都市圏 15万8191人 | 苫小牧 都市圏 16万5052人 | 苫小牧 都市圏 19万6728人 | 苫小牧 都市圏 19万9144人 | 苫小牧 都市圏 19万8731人 | 千歳 都市圏              | 安平町          |
| 追分町       | -                        | -                        | 千歳 都市圏              | 千歳 都市圏              | 千歳 都市圏              | 千歳 都市圏              | 安平町          |
| 厚真町       | -                        | -                        | -                        | -                        | -                        | -                        | 厚真町          |
| 鵡川町       | -                        | -                        | -                        | -                        | -                        | -                        | むかわ町        |
| 穂別町       | -                        | -                        | -                        | -                        | -                        | -                        | むかわ町        |

## 地域

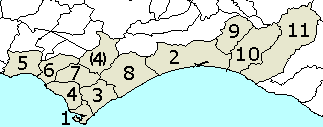
胆振支庁の自治体
1. 室蘭市2. 苫小牧市3. 登別市4. 伊達市5. 豊浦町6. 洞爺湖町7. 壮瞥町8. 白老町9. 安平町10. 厚真町11. むかわ町

全域が胆振國の領域に属する。
- 西いぶり地域
  - 室蘭市
  - 登別市
  - 伊達市
  - 豊浦町
  - 壮瞥町
  - 洞爺湖町
- 東いぶり地域
  - 苫小牧市
  - 白老町[2]
  - 安平町
  - 厚真町
  - むかわ町